# 小行星6066
小行星6066（英語：6066 Hendricks）是一颗围绕太阳公转的小行星。1987年9月26日，愛德華·鮑威爾在可可尼诺县发现了此天体。
这颗小行星的绝对星等为224.69976等。